# Dan Wilson
Daniel Dodd "Dan" Wilson (Minneapolis, 20 de maio de 1961) é um cantor, compositor, artista visual e produtor musical norte-americano.